# Sympherobius killingtoni
Sympherobius killingtoni is een insect uit de familie van de bruine gaasvliegen (Hemerobiidae), die tot de orde netvleugeligen (Neuroptera) behoort. 
Sympherobius killingtoni is voor het eerst wetenschappelijk beschreven door Carpenter in 1940.